# Sweatin' to the Oldies: The Vandals Live
Sweatin' to the Oldies è un album live del gruppo punk statunitense The Vandals, pubblicato nel 1991 dalla Triple X Records. Comprende un concerto live registrato alla Ice House a Fullerton, oltre ad interviste con la band e alla biografia del gruppo. La versione originale fu pubblicata su CD e VHS.
Nel concerto la band suonò tutte le tracce dell'EP di debutto Peace Thru Vandalism, alcune tracce dall'album When in Rome Do as the Vandals, e altre da Fear of a Punk Planet. Inoltre la band suonò anche una cover dei TSOL, Superficial Love.
Nel 1999 l'album fu ripubblicato su Kung Fu Records, etichetta di proprietà della band. Questa Special Edition contiene tre bonus track registrate live alla radio KUCI 88.9 appena prima della pubblicazione di The Quickening. Il VHS fu invece ripubblicato nel 2002 come doppio DVD con altri live della band e materiale bonus.

## Tracce
1. Anarchy Burger (Hold the Government) - 2:33
2. The Legend of Pat Brown - 4:44
3. Join Us for Pong - 3:59
4. Pizza Tran - 2:52
5. Master Race (In Outer Space) - 2:14
6. Wanna Be Manor/Superficial Love - 2:36
7. Mohawk Town - 3:10
8. Ladykiller - 4:59
9. Girls Turn 18 Every Day - 2:52
10. Hey Holmes! - 3:00
11. H.B. Hotel - 2:08
12. Pirate's Life - 2:54
13. Summer Lovin - 2:49
14. Urban Struggle - 5:18
15. Teenage Idol - 9:51

## Bonus track (1999)[1]
1. (But Then) She Spoke - 3:50
2. N.I.M.B.Y. - 2:33
3. And Now We Dance - 2:02

## Formazione[2]
- Dave Quackenbush - voce, chitarra in Teenage Idol
- Warren Fitzgerald - chitarra, voce in Teenage Idol, produttore
- Joe Escalante - basso
- Josh Freese - batteria
- Dan Hersch - mastering
- Mark Linnett - ingegneria del suono

## Crediti
- Mixato ai Formula One Studios a La Habra.
- Fotografie di Lisa Johnson.
- Art direction di Grace Walker.